# Virginijus Praškevičius
Virginijus Praškevičius,  (nacido el 03 de abril de 1974 en Kaunas, Lituania) es un exjugador de baloncesto lituano. Con 2.06 de estatura, su puesto natural en la cancha era la de pívot.

## Trayectoria
- Lavera Kaunas (1993-1995)
- Atletas Kaunas (1995-1996)
- La Crosse Bobcats (1997)
- Atletas Kaunas (1997-1998)
- Žalgiris Kaunas (1998)
- Beşiktaş (1998-2000)
- BC Oostende (2000-2002)
- Ülkerspor (2002-2003)
- Hapoel Tel Aviv (2003-2004)
- Ülkerspor (2004-2005)
- Orlandina Basket (2005-2006)
- Baloncesto Fuenlabrada (2006-2007)
- KK Siauliai (2007-2009)
- Xinjiang Flying Tigers (2009-2010)
- Juventus Utena (2010)

## Palmarés
- 1996 Campeonato de Europa sub-22. Lituania. Medalla de Oro.
- 1998 Goodwill Games. Lituania. Medalla de Bronce.
- 2000-01 BLB. BEL. BC Oostende. Campeón.
- 2000-01 Copa de Bélgica. BC Oostende. Campeón.
- 2001-02 BLB. BEL. BC Oostende. Campeón.
- 2002 Copa del Presidente. Ulker Estambul. Campeón.
- 2002-03 Copa de Turquía. Ulker Estambul. Campeón.